# Pietro Ghinelli

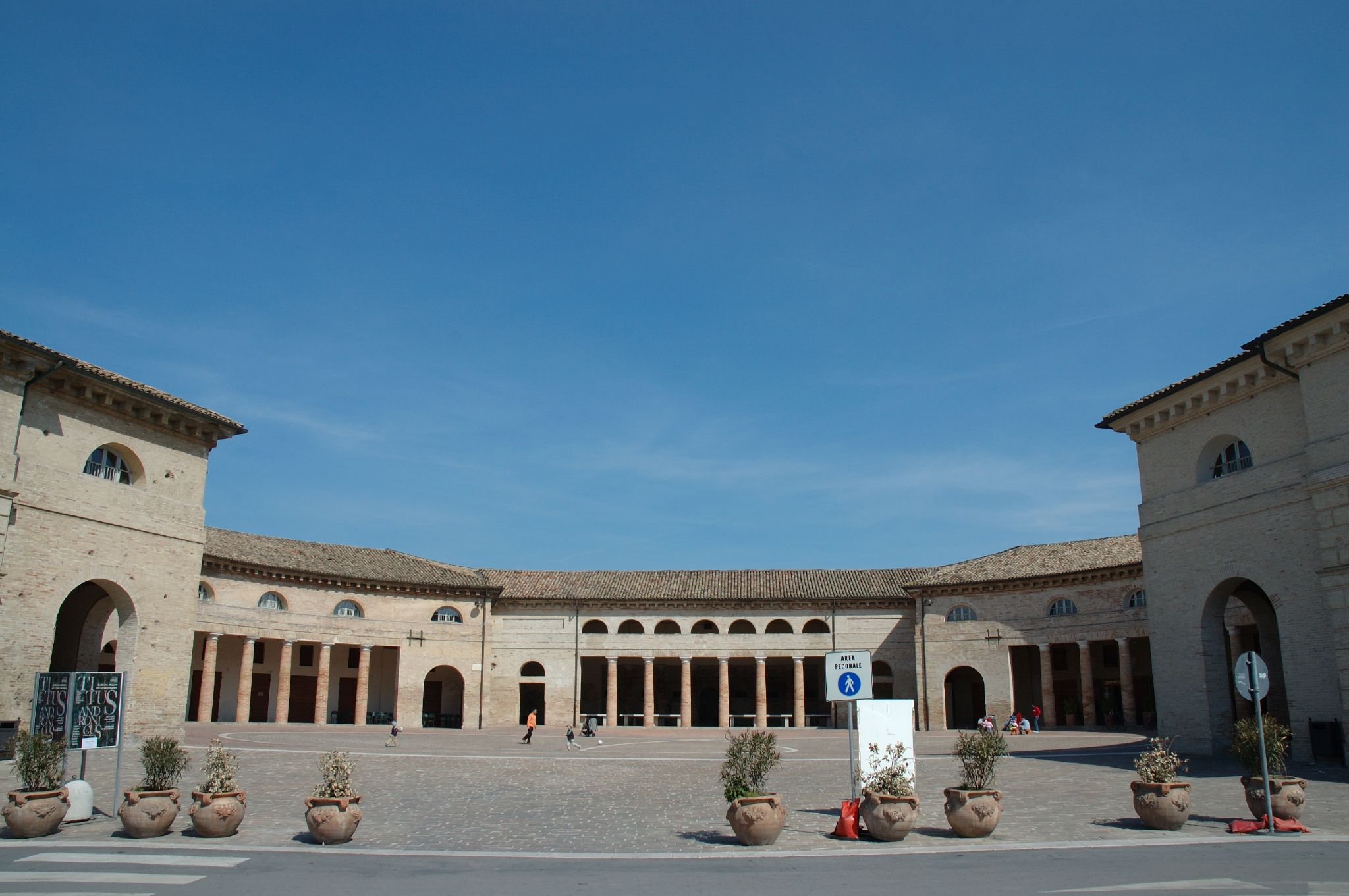
Il Foro Annonario di Senigallia

Pietro Ghinelli (Senigallia, 1759 – Senigallia, 1834) è stato un architetto italiano.

## Biografia
Non si hanno notizie circa la sua formazione teorica e tecnica in materia di architettura, che tuttavia appare solida e di spessore non ordinario. Se infatti il carattere neopalladiano della notevole facciata d'ispirazione templare del teatro delle Muse di Ancona è in tono con i sostenuti stilemi 'burocratici' del Neoclassicismo internazionale - che nell'opera di Giacomo Quarenghi a Pietroburgo trovano i più ammirati modelli -, può a buon diritto annoverarsi fra i più espressivi monumenti dell'epoca il severo corpo ovale a tenaglia del Foro Annonario di Senigallia (1830-35), di soda architettura dorica (portato a termine dall'ingegnere Antonietti). È pur vero che il concetto del progetto originario per la facciata del teatro pubblico di Ancona (1821), eretto a due passi dal porto della "città dorica", prevedeva l'anticanonica soluzione di due ordini sovrapposti entrambi dorici: il che comportò la bocciatura del progetto da parte della commissione accademica romana alla quale fu sottoposto dal Comune, e il suggerimento avanzato da quella per un più consono prospetto che innalzasse un finto pronao templare ionico sugli alti fornici di un basamento bugnato. L'idea tutta dorica di Ghinelli, espressionistica e simbolica, denuncia invece una particolare sensibilità verso lo spirito sensistico e al tempo stesso arcaistico dell'"architettura parlante" europea di fine Settecento, il cui protoromantico carattere "rivoluzionario" guardava a Sparta e alla Roma repubblicana antiche: carattere che mal si conciliava con il convenzionale classicismo da manuale osservato dalle accademie d'arte negli anni del ritorno all'ordine della Restaurazione, seguiti ai burrascosi rivolgimenti rivoluzionari e napoleonici.
Nell'inverno 1829 mentre dirigeva i lavori di costruzione del Teatro comunale a Senigallia, non potendo terminare il lavoro per l'estate fece costruire in pochissimo tempo un teatro provvisorio in legno con 63 palchi in tre ordini, più il loggione, i camerini per gli artisti, nel cortile di Palazzo Micciarelli.
Terenzio Mamiani scrisse di lui: “... uomo privo di soccorsi, e di mezzi, surto e visse in paesi senza incoraggiamenti e senza studi, che in età più che avanzata, matura, disegna ed eseguisce per la maggior parte 14 teatri più o meno fastosi ed eleganti, più o meno dagli estranei e dagli artisti ammirati, credo che si possa, e si debba a giusto titolo come architetto celebre, ricordare!”.

## Opere
- Sacrestia di San Pietro in Valle a Fano
- Scalone del Convento dei Filippini a Fano
- Rinnovamento del Palazzo Corbelli a Fano
- Restauro del Teatro della Fortuna a Fano (1807)
- Palazzo Micciarelli a Senigallia (1805ss)
- Restauro del Teatro del Sole a Pesaro (più tardi dedicato a Rossini) (1816-1818)
- Costruzione del teatro di Ostra
- Restauro del teatro di San Marino
- Restauro del teatro di Fossombrone
- Riforma del Teatro dell'Aquila di Fermo
- Costruzione del Teatro delle Muse di Ancona (1822-1827)
- Villa Centofinestre di Filottrano (1828)
- Costruzione del Teatro comunale di Senigallia (1828-luglio 1830), verrà distrutto in un incendio nel 1838
- Foro Annonario di Senigallia (1830-1835)
- Palazzo Nuovo degli Albani di Urbino (1831ss)